# Прогресс М1-4
Прогресс М1-4 — транспортный грузовой космический корабль (ТГК) серии «Прогресс», запущен к Международной космической станции. 2-й российский корабль снабжения МКС. Серийный номер 253.

## Цель полёта
Доставка на МКС более 2300 килограммов различных грузов, в числе которых продукты питания, подарки, топливо в баках системы дозаправки, воду, медицинское оборудование, белье, средства личной гигиены, а также оборудование для научных экспериментов, проводимых на МКС. Посылки для экипажа МКС.

## Хроника полёта
- 16.11.2000, в 04:32:35.943 (MSK), (01:32:36 UTC) — запуск с космодрома Байконур;
- 18.11.2000, в 06:47:33 (MSK), (03:47:33 UTC) — осуществлена стыковка с МКС к стыковочному узлу на агрегатном отсеке служебного модуля «Заря».

Нештатная ситуация. ТГК подлетел к МКС с большим креном, вследствие чего камеры МКС не смогли зафиксировать стыковочные узлы ТГК. На небольшом расстоянии от станции ТГК был остановлен и отведен от станции на 12 м. После манёвров с расстояния 200 метров ТГК был состыкован в режиме ручного управления командиром МКС Юрием Гидзенко;
- 01.12.2000, в 19:22:52 (MSK), (16:22:52 UTC) — осуществлена расстыковка ТГК с МКС. Эта операция была предпринята для освобождения стыковочного узла, который был использован для приёма шаттла «Индевор»;
- 26.12.2000, в 14:03:13 (MSK), (11:03:13 UTC) — осуществлена повторная стыковка ТГК к МКС. Стыковка осуществлялась для проверки работоспособности системы сближения и стыковки «Курс», а также для тренировки космонавтов по совершению динамических операций на орбите;
- 08.02.2001, в 14:26:03 (MSK), (11:26:03 UTC) — ТГК отстыковался от орбитальной станции и отправился в автономный полёт.

## Перечень грузов
Суммарная масса всех доставляемых грузов: 2379.63 кг
| Название                                                                 | Масса (кг) |
| ------------------------------------------------------------------------ | ---------- |
| Топливо в баках системы дозаправки                                       | 250,9      |
| Топливо для нужд МКС                                                     | 260        |
| Кислород                                                                 | 44         |
| Окислитель                                                               | 465,80     |
| Грузы, доставляемые в герметичном отсеке (суммарная масса — 1358,93 кг): |            |
| Оборудование для дооснащения и обслуживания бортовых систем              | 297,88     |
| Оборудование для системы электропитания                                  | 7,2        |
| Оборудование для системы обеспечения теплового режима                    | 158,58     |
| Оборудование для системы обеспечения газового состава                    | 487,96     |
| Оборудование для системы водообеспечения, вода                           | 80,02      |
| Контейнеры с рационами питания, свежие продукты                          | 213,12     |
| Медицинское оборудование                                                 | 3,86       |
| Бельё, средства личной гигиены и индивидуальной защиты                   | 92,52      |
| Бортдокументация, посылки для экипажа                                    | 17,79      |